# SV Elster 08 Elsterwerda
SV Elster 08 Elsterwerda Is een Duitse voetbalclub uit Elsterwerda, Brandenburg.

## Geschiedenis
De club werd in 1908 opgericht. Na de Eerste Wereldoorlog speelde de club in de Kreisliga Nordwestsachsen, waar de Elbe-Elster competitie als tweede klasse fungeerde. Na 1923 werd de Kreisliga afgevoerd en de competitie als Gauliga Elbe-Elster terug opgewaardeerd tot hoogste klasse. De club degradeerde meteen. Ze konden éénmalig terugkeren in 1927/28 en speelden verder in lagere reeksen. 
Na de Tweede Wereldoorlog werden alle Duitse voetbalclubs opgeheven. De club werd heropgericht als SG Rot-Sport Elsterwerda. In 1948 werd de naam gewijzigd in BSG Reichsbahn en in 1953 in BSG Lokomotive. In 1974 werden alle sportverenigingen uit Elsterwerda samen gebracht onder de naam TSG Elsterwerda 74. Onder hen ook BSG Motor Elsterwerda-Biehla, dat voor de oorlog bekendstond onder de naam SC Preußen 1909 Biehla. Tussen 1984 en 1988 heette de club Chemie Elsterwerda. De club speelde voornamelijk in de Bezirksliga Cottbus, de derde klasse. Na een title in 1984 maakte de club kans op promotie naar de DDR-Liga, maar kon deze niet afdwingen.
Na de Duitse hereniging werd de fusieclub opgedoekt. In het stadsdeel Biehla wilden ze opnieuw een zelfstandige voetbalclub en daar werd Preußen nieuw leven ingeblazen. In Elsterwerda werd op 1 juni 1990 FC Rot-Weiß Elsterwerda opgericht. De club startte in de Verbandsliga Brandenburg, toen de vierde klasse. In 1997 degradeerde de club. Rot-Weiß zakte verder en verder weg en in 2006 ging de club failliet. Het vooroorlogse SV Elster 08 werd heropgericht en de club ging van start in de laagste Kreisklasse.
Op 29-4-2011 fuseerde SV Elster met SV Preußen Biela tot de nieuwe vereniging SV Preußen Elsterwerda.